# Humbertochloa
Humbertochloa is een geslacht uit de grassenfamilie (Poaceae). De soorten van dit geslacht komen voor in delen van Afrika.

## Soorten
Van het geslacht zijn de volgende soorten bekend: 
- Humbertochloa bambusiuscula
- Humbertochloa greenwayi